# 太地琴恵
太地 琴恵（たいち ことえ、1951年5月17日 - ）は、日本の女優、声優。旧芸名は、江川 のり子、江川 菜子（えがわ さいこ、えかわ　なこ）。埼玉県出身。

## 略歴
東海大学卒業。東京アナウンスアカデミーを経て東京俳優生活協同組合に所属。

## 人物
声種はメゾソプラノ。
特技は日本舞踊（初音流）。趣味・スポーツはテニス、ボーリング。

## 出演

### 映画
- 刑事（デカ）珍道中（1980年・角川映画） - ブティック店員

### テレビドラマ
- 北の国から（1981年） - 井関夫人
- 松本清張サスペンス・隠花の飾り / 再春（1986年6月、KTV・松竹）
- 悪女（1992年、日本テレビ系列、制作・読売テレビ）
- 土曜ワイド劇場「タクシードライバーの推理日誌」第2話「昼下がりの危険な乗客」（1993年） - 妻の声
- 事件・市民の判決（1996年、TX）
- 虹色定期便（1997年） - 田中タツ子
- 年の差カップル刑事1（1998年）
- はぐれ刑事純情派12 第21話（1999年）
- TEAM 第4話（1999年）
- 火曜サスペンス劇場「女監察医室生亜季子27・複合死因」（2000年1月、NTV・東映）
- はみだし刑事情熱系（2001年）
- 愛の110番（2003年） - 下原みゆき
- エンジン（2005年）
- 警視庁失踪人捜査課 第3話（2010年4月、ABC共同制作）
- 月曜ゴールデン「ヤメ刑探偵 加賀美塔子3」（2015年9月、TBS）
- ハヤブサ消防団（2023年、テレビ朝日） - 信者

### テレビアニメ
時期不明
- サザエさん

1973年
- ど根性ガエル（1973年 - 1974年、まゆみ）
- マジンガーZ（1973年 - 1974年、弓さやか〈3代目〉）

1974年
- グレートマジンガー（弓さやか）

1975年
- アンデス少年ペペロの冒険（ライラ、女王）
- 勇者ライディーン（1975年 - 1976年、明日香麗）
- 無敵鋼人ダイターン3（アクター蘭）

1979年
- 赤毛のアン（プリシー、アラン夫人）
- アンネの日記 アンネ・フランク物語（ミープ）
- 科学冒険隊タンサー5（母）
- 星の王子さま プチ・プランス（アリス）

1980年
- トム・ソーヤーの冒険（ローズ先生）
- 魔法少女ララベル

1982年
- おちゃめ神物語コロコロポロン（ミュルラ）
- フクちゃん

2015年
- Go!プリンセスプリキュア（老婦人）

2016年
- 魔法つかいプリキュア!（2016年 - 2025年、結希かの子） - 2シリーズ

2023年
- デキる猫は今日も憂鬱（おとなりのメイさん）

### 劇場アニメ
- マジンガーZ対暗黒大将軍（1974年、弓さやか[5]）
- グレンダイザー ゲッターロボG グレートマジンガー 決戦! 大海獣（1976年、さやか）
- ユニコ 魔法の島へ（1983年、チェリーの母）

### OVA
- 鉄腕バーディー（1996年、千川いずみ）

### 特撮
1973年
- キカイダー01（ビジンダーの声）
- 風雲ライオン丸（志津の声）

1974年
- イナズマンF（サイレンサーデスパーの声）
- ウルトラマンレオ（パラダイ星人女王の声）

1976年
- 少年探偵団 (BD7)（朝倉みゆきの声）

1977年
- ジャッカー電撃隊（ハムスターの声）

1981年
- 太陽戦隊サンバルカン（シーシーの声）

1982年
- 大戦隊ゴーグルファイブ（勝男の妻〈第19話〉、フランス人形の声〈第22話〉）
- 宇宙刑事ギャバン（ホラーガール ダブルガールの声）
- バッテンロボ丸（ルンルンアイコの声）
- ロボット8ちゃん（9ちゃんの声）

1983年
- 宇宙刑事シャリバン（メイドロボットの声、魔怪獣ヘンシンビーストの声、魔怪獣ドールビーストの声、魔怪獣レイカイビーストの声）
- バッテンロボ丸（比間田みどり）

1984年
- ペットントン
- 宇宙刑事シャイダー（1984年 - 1985年、不思議獣ゲトゲトの声、珍獣ヤーダの声、ワイドショーの司会、不思議獣ヘビヘビの声）
- 星雲仮面マシンマン（メカオウムの声）

1985年
- 勝手に!カミタマン（お星様の声、気変りの声、おしんこの声）
- 電撃戦隊チェンジマン（ウーバの声）

1986年
- 時空戦士スピルバン（ポスの声）

1987年
- 光戦隊マスクマン

1988年
- 仮面ライダーBLACK（アネモネ怪人の声）

1989年
- 機動刑事ジバン（1989年 - 1990年、五十嵐静江、ムクの声、アゲハノイドの声、ニセハハノイドの声）

1990年
- 特警ウインスペクター（ピーコの声〈第24話〉）
- 地球戦隊ファイブマン（5くん人形の声）

1992年
- 特捜エクシードラフト

### ゲーム
- スーパーヒーロー作戦（1999年、ビジンダー）
- スーパーロボット大戦IMPACT（2002年、明日香麗）

### PV
- T.M.Revolution『魔弾 〜Der Freischutz〜』（2000年）

### バラエティ
- ダウンタウンのガキの使いやあらへんで!!「部屋にこもりっきりの青年を救え!!」（2005年、NTV） - 佐々木幸子
- 解決!ナイナイアンサー（2013年、NTV）
- たけしの健康エンターテインメント!みんなの家庭の医学
- 爆報! THE フライデー

### CM
- ニッピコラーゲン（サンプリング）

### その他
- オーディオドラマ 白村颯太に好かれたい（2021年、母親）